# Чесанів
Чесанів (Цішанів, Тішанів; пол. Cieszanów (Цешанув), їд. ציעשינאוו) — місто в Польщі. Належить до Любачівського повіту Підкарпатського воєводства.

## Географія
Місто розташоване на південному сході країни, у Надсянській низовині, на Тарногородському плоскогір'ї.

## Історія
Міське право отримав 1655 р.
1637 року від шляхтича Цешановського (пол. Cieszanowski) галицький каштелян Іван (Ян) Белжецький придбав частину Чесанова. У 1975—1998 роках був у складі Перемиського воєводства.
З 1772 року належав до імперії Габсбурґів (з 1804 р. до Австрійської імперії, з 1867 р. до Австро-Угорської імперії), був повітовим центром і за Польщі, поки у 1923 р. його не перенесли в Любачів.
Чесанівська філія українського товариства «Просвіта» була заснована з ініціативи греко-католицького пароха — отця Северина Метеллі.
27 березня 1934 р. Чесанів отримав статус міста.
1939 року українці-грекокатолики становили в Чесанові 360 зі 2850 всього населення (ще 1330 поляків і 1150 євреїв).
28 вересня 1939 року радянська 24-та танкова бригада досягла Чесанова.
За німецької окупації у місті діяла філія Замістського Українського допомогового комітету та українська школа.
В ніч з 3 на 4 травня 1944 року сотня УПА «Залізняка» атакувала у місті укріплений пункт АК.

## Пам'ятки
- церква святого Юра, відреставрована в 2013—2015 роках коштом ЄС.

## Демографія
Демографічна структура станом на 31 березня 2011 року:
|          | Загалом | Допрацездатний вік | Працездатний вік | Постпрацездатний вік |
| -------- | ------- | ------------------ | ---------------- | -------------------- |
| Чоловіки | 1016    | 210                | 720              | 86                   |
| Жінки    | 793     | 175                | 618              | 0                    |
| Разом    | 1809    | 385                | 1338             | 86                   |

## Відомі люди

### Народилися
- Ждан Ярослав («Острий»; 1921—1944) — український військовик, курінний УПА.
- Карманський Петро Сильвестрович — український галицький громадський діяч (також в діаспорі), поет, перекладач
- Мікула Микола Васильович — львівський архітектор.
- Луція Харевічева — польська вчена, історик, архівіст, доктор філософії, дослідниця історії Львова, кустош (хранитель) Львівського історичного музею.
- Володимир Палчинський — український церковний діяч УГКЦ, ієромонах-василіянин, протоконсультор провінції Найсвятішого Спасителя (1987—1992), ігумен василіянських монастирів у Золочеві (1989—1996) та Івано-Франківську (1997—2008).

### Пов'язані з містом

#### Парохи УГКЦ
- о. Метелля Северин Модестович — парох міста, керівник філії «Просвіти» у 1907—1935 роках
- о. Посіко Семен — священник ЧСВВ Української греко-католицької церкви, парох у 1935—1946 роках.

#### Цішанівські старости
- Кшиштоф Ніщицький — белзький воєвода.